# Фулнек
Фулнек (чеш. Fulnek) град је у Чешкој Републици. Град се налази у управној јединици Моравско-Шлески крај, у оквиру којег припада округу Нови Јичин.

## Становништво
Према подацима о броју становника из 2014. године град је имао 5.825 становника.